# Belmont, Wisconsin
Belmont là một làng thuộc quận Lafayette, tiểu bang Wisconsin, Hoa Kỳ. Năm 2006, dân số của làng này là 871 người.